# Desmophyllum
Desmophyllum Ehrenberg, 1834  è un genere di madrepore della famiglia Caryophylliidae.

## Descrizione
Il genere comprende madrepore solitarie, con l'eccezione di Desmophyllum pertusum che è coloniale.

## Tassonomia
Comprende le seguenti specie:
- Desmophyllum dianthus (Esper, 1794)
- Desmophyllum pertusum (Linnaeus, 1758)
- Desmophyllum quinarium Tenison-Woods, 1879
- Desmophyllum striatum Cairns, 1979

Nel 2016 il genere Lophelia (unica specie Lophelia pertusa) è stato posto in sinonimia con Desmophyllum. Lo studio del DNA mitocondriale ha infatti dimostrato che, nonostante le differenze morfologiche ed ecologiche (Desmophyllum comprende specie solitarie mentre Lophelia è coloniale), i due generi condividono il 99,8 % del patrimonio genetico.
Alcuni autori hanno espresso perplessità sulla opportunità di tale cambio di nomenclatura, considerando che Lophelia pertusa è una delle scleractinie più studiate, citata con la vecchia denominazione in centinaia di pubblicazioni scientifiche.